# Segunda Categoría de Morona Santiago 2017
El Campeonato Provincial de Segunda Categoría de Morona Santiago 2017 es un torneo de fútbol en Ecuador en el cual compiten equipos de la Provincia de Morona Santiago. El torneo es organizado por la Asociación de Fútbol No Amateur de Morona Santiago (AFNAMS) y avalado por la Federación Ecuatoriana de Fútbol. El torneo empezó el 8 de junio de 2017. Participan 3 clubes de fútbol y entregó 1 cupo al Zonal de Ascenso de la Segunda Categoría 2017 por el ascenso a la Serie B.

## Sistema de campeonato
El sistema determinado por la Asociación de Fútbol No Amateur de Morona Santiago es el siguiente:
- Se juega una etapa única con los 3 equipos establecidos, es todos contra todos ida y vuelta (6 fechas), al final el equipo que termina en primer lugar clasifica a los zonales  de Segunda Categoría 2017.

## Equipos participantes
| Equipos participantes                    | Equipos participantes | Equipos participantes          |
| ---------------------------------------- | --------------------- | ------------------------------ |
|                                          |                       |                                |
| Equipo                                   | Ciudad                | Estadio                        |
| Club Deportivo Formativo Municipal Sucúa | Sucúa                 | Estadio Eddy Coello            |
| Liga Deportiva Juvenil (Macas)           | Macas                 | Estadio Tito Marcelo Navarrete |
| Club Social y Deportivo Morona           | Macas                 | Estadio Tito Marcelo Navarrete |

## Equipos por Cantón
| Cantón | N.º | Equipos                             |
| ------ | --- | ----------------------------------- |
| Morona | 2   | - L.D.J. (Macas) - Deportivo Morona |
| Sucúa  | 1   | - Municipal Sucúa                   |

## Clasificación
|  |    | Equipo           | PJ | PG | PE | PP | GF | GC | DG  | PTS |
|  | -- | ---------------- | -- | -- | -- | -- | -- | -- | --- | --- |
|  | 1. | Deportivo Morona | 4  | 3  | 1  | 0  | 20 | 0  | +20 | 10  |
|  | 2. | Municipal Sucúa  | 4  | 1  | 1  | 0  | 3  | 8  | -5  | 5   |
|  | 3. | L.D.J. (Macas)   | 4  | 0  | 0  | 4  | 1  | 16 | -15 | 0   |

|  | Clasificado a los zonales de Segunda Categoría 2017. |

## Resultados
| Deportivo Morona | 0 - 0          | Municipal Sucúa | Tito Navarrete | 8 de junio     | 16:00          |
| Libre:           | L.D.J. (Macas) | L.D.J. (Macas)  | L.D.J. (Macas) | L.D.J. (Macas) | L.D.J. (Macas) |

| L.D.J. (Macas) | 0 - 8           | Deportivo Morona | Tito Navarrete  | 11 de junio     | 16:00           |
| Libre:         | Municipal Sucúa | Municipal Sucúa  | Municipal Sucúa | Municipal Sucúa | Municipal Sucúa |

| Municipal Sucúa | 1 - 1            | L.D.J. (Macas)   | Eddy Coello      | 14 de junio      | 16:00            |
| Libre:          | Deportivo Morona | Deportivo Morona | Deportivo Morona | Deportivo Morona | Deportivo Morona |

| L.D.J. (Macas) | 0 - 2            | Municipal Sucúa  | Tito Navarrete   | 18 de junio      | 16:00            |
| Libre:         | Deportivo Morona | Deportivo Morona | Deportivo Morona | Deportivo Morona | Deportivo Morona |

| Deportivo Morona | 5 - 0           | L.D.J. (Macas)  | Tito Navarrete  | 21 de junio     | 16:00           |
| Libre:           | Municipal Sucúa | Municipal Sucúa | Municipal Sucúa | Municipal Sucúa | Municipal Sucúa |

| Municipal Sucúa | 0 - 7          | Deportivo Morona | Eddy Coello    | junio          | 16:00          |
| Libre:          | L.D.J. (Macas) | L.D.J. (Macas)   | L.D.J. (Macas) | L.D.J. (Macas) | L.D.J. (Macas) |

## Campeón
|                                                                                                 |
|                                                                                                 |
| Club Social y Deportivo Morona 1.er título Clasifica a los zonales de la Segunda Categoría 2017 |